# کورکووادو
کورکووادو (به پرتغالی: Corcovado) یک کوه در برزیل است که در ریو دو ژانیرو واقع شده‌است.
وزژن انگلیسی:  Corcovado Mountains